# Santa Maria della Pace ai Parioli
Santa Maria della Pace ai Parioli är en kyrkobyggnad i Rom, helgad åt Jungfru Maria av freden. Kyrkan är belägen vid Viale Bruno Buozzi i distriktet Parioli i norra Rom. Santa Maria della Pace är Opus Deis prelaturkyrka i Rom.
I kyrkan bevaras den dopfunt, i vilken Opus Deis grundare Josemaría Escrivá döptes.
Efter sin död 1975 begravdes Josemaría Escrivá i kyrkans krypta. I samband med hans saligförklaring 1992 flyttades hans kvarlevor och återbegravdes under kyrkans högaltare.
I kryptan vilar den salige Álvaro del Portillo, Javier Echevarría Rodríguez samt Dora del Hoyo, en av Opus Deis första kvinnliga medlemmar. I subkryptan vilar Carmen Escrivá (1899–1957), Josemaría Escrivás syster.